# NGC 740
NGC 740 este o galaxie spirală situată în constelația Triunghiul. A fost descoperită în 11 octombrie 1850 de către William Parsons, 3rd Earl of Rosse⁠(d). Se află la o distanță de 62,18 de megaparseci de Pământ.